# Alflarsenita
L'alflarsenita és un mineral de la classe dels silicats, que pertany al grup de la zeolita. Anomenat en honor del mineralogista noruec Alf Olav Larsen per les seves importants contribucions en mineralogia.

## Característiques
L'alflarsenita és un silicat de fórmula química NaCa₂Be₃Si₄O13(OH)(H₂O)₂. Cristal·litza en el sistema monoclínic. La seva duresa a l'escala de Mohs és 4.

## Formació i jaciments
Ha estat descrit en pegmatites sienítiques.